# Tyrnävä
Tyrnävä è un comune finlandese di 6562 abitanti, situato nella regione dell'Ostrobotnia Settentrionale.